# Sklerodermie
Sklerodermie (z řečtiny skleros = tvrdý a derma = kůže) je chronické fibrotizující onemocnění, charakterizované ukládáním nadměrného množství kolagenu do extracelulární matrix různých orgánů. Lokalizovaná kožní forma onemocnění se označuje jako morfea. Systémová sklerodermie navíc v různém rozsahu postihuje i vnitřní orgány. 
Prevalence systémové sklerodermie je zhruba 1/10 000, přičemž ženy jsou postiženy 4 až 7krát častěji než muži. Obvykle se systémová sklerodermie začíná projevovat spíše ve vyšším věku a zvolna progreduje. Nejvyšší incidence sklerodermie se popisuje v rozmezí 45 až 65 let.

## Etiologie a patogeneze
Přesná etiopatogeneze systémové sklerodermie je dosud neznámá. Předpokládá se vliv faktorů vnějšího prostředí a genetické predispozice, pro což svědčí nakupení sklerodermie v některých rodinách.  Existuje zřejmá souvislost mezi určitými antigeny HLA-systému a konkrétním klinickým průběhem. Současně lze u některých pacientů prokázat autoprotilátky, jejichž stanovení může v konkrétním případě přispět k odhadu prognózy pacienta. V časných lézích se vyskytují CD4+ T-lymfocyty, které společně s patologicky změněnými endotelovými buňkami cév modulují metabolismus tkáňových fibroblastů. Právě změna fenotypu tkáňových fibroblastů, které získají určitou semiautonomii v tvorbě kolagenu, je vlastní podstatou fibrotizace tkání. Fibroblasty na svém povrchu ve zvýšené míře exprimují receptor pro TGFβ, což představuje jednu z mnoha molekulárních abnormalit charakterizujících jejich změněné vlastnosti. Dysfunkce endotelu, zmíněná výše, je kromě předpokládaného vlivu na sklerotický proces příčinou klinicky popisovaného Raynaudova fenoménu a teleangiektázií, pozorovaných nejčastěji v okolí proximálního nehtového valu.

## Klasifikace systémové sklerodermie
Systémová sklerodermie se podle závažnosti postižení vnitřních orgánů klasifikuje buď jako limitovaná, nebo difúzní. Limitovaná sklerodermie se dříve označovala jako CREST syndrom (kalcinóza, Raynaudův fenomén, ezofageální dysfunkce, sklerodaktylie, teleangiektázie). Prognosticky lze za méně příznivou variantu považovat difúzní systémovou sklerodermii s výraznějším poškozením orgánových funkcí a potenciálními komplikacemi (viz klinické projevy a diagnostika).

## Klinické projevy a diagnostika

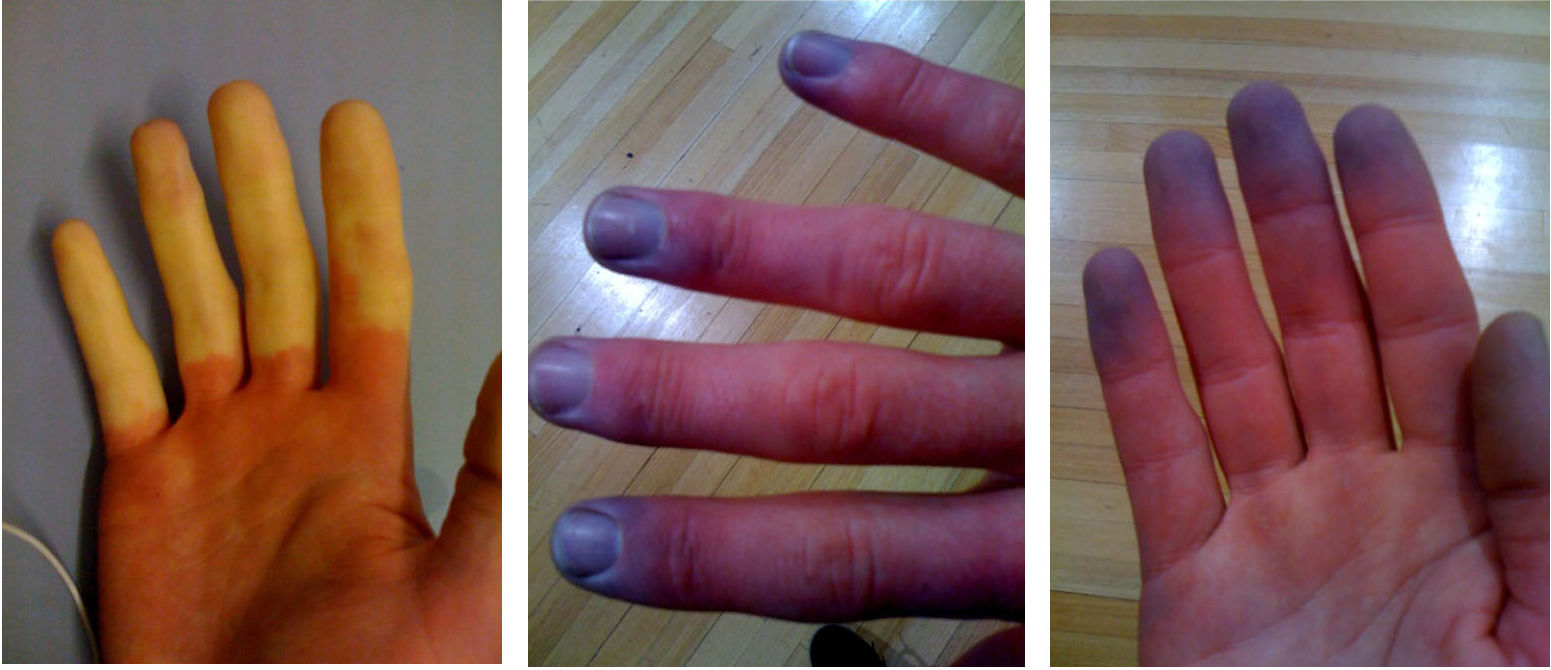
Raynaudův fenomén. Prsty jsou postiženy vazospasmem (bílé prsty), zvýšením obsahu deoxyhemoglobinu (modré prsty) a následným znovuprokrvením (červené prsty, na obr. chybí).

Diagnóza systémové sklerodermie je určena zejména klinicky. U značné části pacientů předchází kožním změnám projevy Raynaudova fenoménu. Dále si pacienti mohou stěžovat na nespecifické projevy jako celková únava nebo bolesti kloubů. Mezi časné symptomy patří také poruchy motility jícnu, projevující se jako refluxní choroba nebo dysfagie.
Typické kožní léze se vyvíjejí v čase. Začínají otokem postižené tkáně a progredují tvrdnutím kůže, která je lesklá, napjatá a pevně připevněná k hlubším strukturám. Postupně ubývá kožních adnex. Mohou se vyskytnout teleangiektázie a kalcifikace. Nejčastěji postihují kožní změny oblast rukou a obličeje, ale s časem se mohou rozšířit na celé tělo. Na obličeji se někdy popisuje obraz „kamenné tváře“, odpovídající skleróze kůže kolem úst.
Patologické změny se u systémové sklerodermie, zejména u její difúzní varianty, rozšiřují také na vnitřní orgány. Typicky bývají, zejména u neléčených případů, postiženy ledviny vzhledem k postupným změnám renální cirkulace. V současné době však pacienty více ohrožuje patologická fibrotizace plicního parenchymu s rozvojem plicní hypertenze a cor pulmonale. Rovněž samotný myokard může být zasažen fibrózou, zřejmě v souvislosti s drobnými infarkty vznikajícími jako následek koronární vaskulopatie.
Ke stanovení diagnózy může vedle zmíněných projevů přispět biopsie kožních ložisek. Histopatologický nález je popsán níže. Detekce autoprotilátek může mít diagnostický i prognostický význam.

## Histopatologický obraz
Mikroskopicky lze v kožních ložiscích zpočátku prokázat edém a degeneraci kolagenu s uzávěrem a perivaskulárním mononukleárním infiltrátem drobných dermálních cév. V pokročilém stádiu postupně atrofuje epidermis, zatímco dermis hrubne a ztlušťuje ukládaným kolagenem. Dochází ke ztrátě vlasových folikulů.

## Léčba
Léčba systémové sklerodermie v současnosti zahrnuje podpůrné přípravky, které ovlivňují cévní rezistenci a tím i krevní tlak (např. ACE inhibitory). Snahy o účinnou kauzální terapii omezuje současná úroveň našeho poznání mechanismů podmiňujících nástup nemoci. Velmi omezeně nacházejí své uplatnění imunosupresiva, od jejichž použití se v případě kožních forem sklerodermie již upouští.